# Without Honor (1932)
Without Honor é um filme dos Estados Unidos de 1932, do gênero faroeste, dirigido por William Nigh. Um jogador se junta ao Texas Rangers na esperança de encontrar os verdadeiros autores dos assassinatos em que seu irmão está implicado.

## Elenco
- Harry Carey ... Pete Marlan
- Mae Busch ... Mary Ryan
- Gibson Gowland ... Mike Donovan
- Mary Jane Irving ... Bernice Donovan
- Ed Brady ... Lopez Venero
- Jack Richardson ... Steve Henderson
- Tom London ... "Sholt" Fletcher
- Lafe McKee ... Ranger Captain Frank Henderson
- Lee Sage ... Jack Marlan, Texas Ranger
- Ed Jones ... Mac McLain - Texas Ranger
- Maston Williams ... Jim Bowman, o jogador